# Der Koch (Roman)
Der Koch ist der siebte Roman des Schweizer Autors Martin Suter. Er erschien 2010 im Diogenes Verlag und spielt in Zürich kurz vor und während der Eurokrise. Der Roman ist eine Mischung aus globalisierungskritischem Drama und Kochbuch. Er wurde 2014 unter der Regie von Ralf Huettner mit dem Titel Der Koch verfilmt.

## Inhalt
Maravan ist ein tamilischer Asylbewerber, der in dem Zürcher Gourmetrestaurant Chez Huwyler als Küchenhilfe arbeitet. Seit frühester Jugend ist er ein leidenschaftlicher Koch, ausgebildet durch seine Grosstante sowie in südindischen Restaurants. Seine Leidenschaft und Begabung als Koch ist seinen Arbeitskollegen nicht bekannt, er kann diese aufgrund seines Asylstatus und der rigiden Hierarchie in der Küche beruflich nicht ausleben. Um die Kellnerin Andrea zu beeindrucken, die er bewundert und die ihm die Gelegenheit gibt, sie zu bekochen, leiht er sich zur Zubereitung bestimmter Essenzen eines Abends heimlich einen Rotationsverdampfer des Restaurants. Er kreiert unter Einsatz bestimmter Techniken der Molekularküche ein aphrodisisches Menü nach ayurvedischen Rezepten. Der Genuss dieser Speisen führt dazu, dass Andrea mit ihm schläft, obwohl sie als Lesbe nicht an Männern interessiert ist.
Das unerlaubte Ausleihen des Rotationsverdampfers wird entdeckt und führt zur fristlosen Kündigung von Maravan. Als Andrea davon erfährt, kündigt sie ebenfalls, da es sie empört, dass Neid, Missgunst und Vorurteile die eigentlichen Triebfedern für die Entlassung Maravans waren.
Maravan findet keine neue Anstellung und geht daher auf den Vorschlag Andreas, gemeinsam einen Catering-Service namens Love Food zu betreiben, ein. Als Kunden werden ihnen Patientenpaare einer mit Andrea befreundeten Sexualtherapeutin vermittelt, deren Sexualleben durch ein aphrodisierendes Menü belebt werden soll. Diese Geschäftsbeziehung ist zunächst sehr erfolgreich, endet aber abrupt, als herauskommt, dass Andrea auch den Auftrag eines der Ehemänner, ihm mit einem Menü zu einem Seitensprung zu verhelfen, entgegengenommen hat. Dies bringt Love Food in erhebliche wirtschaftliche Schwierigkeiten.
Maravan wird zunehmend verzweifelt, weil er mit seinen Einnahmen Verwandte im bürgerkriegsgeschüttelten Sri Lanka mit erheblichen Beträgen unterstützen muss. Da es dabei auch um die Beschaffung teurer Medikamente für seine über alles geliebte Grosstante geht, erklärt er sich schliesslich bereit, auch für einen moralisch fragwürdigen Hostessenservice seine Kochkünste einzusetzen. Nach einiger Zeit wird ihm allerdings bewusst, dass das Geld, das Love Food verdient, zum Teil auch aus dem Handel mit Waffen, die an die Bürgerkriegsparteien in Sri Lanka geliefert werden, stammt.
Als sein Neffe als Kindersoldat im Bürgerkrieg fällt und seine Grosstante an einem Herzinfarkt stirbt, beschliesst er, seine Arbeit für Love Food einzustellen. Er kocht ein letztes Mal für einen der Drahtzieher der Waffengeschäfte mit Sri Lanka und tötet diesen durch ein in ein Getränk eingebrachtes Medikament, das bei diesem einen Herzinfarkt auslöst.

## Besonderheit
Im Anhang des Buches sind die Rezepte zweier im Verlauf der Handlung besonders wichtiger von Maravan für Love Food zubereiteter Menüs enthalten.

## Buchausgaben
- Gebundene Ausgabe: Diogenes, Zürich 2010, ISBN 978-3-257-06739-2 (4 Wochen lang im Jahr 2010 auf dem Platz 1 der Spiegel-Bestsellerliste)
- Broschiert: ebd. 2011, ISBN 978-3-257-23999-7
- Hörbuch, gelesen von Heikko Deutschmann: 6 Audio-CDs, ebd. 2010, ISBN 978-3-257-80289-4